# Minute Maid Park
El Daikin Park es el estadio sede de los Houston Astros. Fue inaugurado el 30 de marzo de 2000, originalmente se llamó Minute Maid Park, Enron Field y luego Astros Field.
El parque tiene una capacidad máxima de 42.000 personas y sus dimensiones se distribuyen de la siguiente manera.
Profundidad de la cerca: 
- 315 pies al poste de fául izquierdo.
- 362 pies al hueco del campo izquierdo.
- 436 pies al campo central.
- 373 al hueco del campo derecho.
- 326 pies al poste de fául derecho.

Desde 1964 el béisbol de grandes ligas en Houston se jugaba bajo techo y con grama artificial. El Minute Maid Park trajo nuevamente el césped natural y el juego al aire libre, gracias a un techo retráctil de 242 pies de altura. La acogida de los fanáticos al nuevo parque fue extraordinaria, más de 3 millones fanáticos se sentaron de sus butacas en la temporada inaugural.

## Historia
La Houston Belt and Terminal Railway Company encargó el diseño de una nueva estación de la Unión que se completó e inauguró el 1 de marzo de 1911. En aquel entonces, Houston, con 17 ferrocarriles, era considerado el principal centro ferroviario del sur de Estados Unidos.
La estación sirvió como la principal terminal de pasajeros interurbanos de Houston durante más de siete décadas. El transporte ferroviario de pasajeros sufrió un gran declive tras la Segunda Guerra Mundial, y el último tren con horario regular, el Lone Star, trasladó su servicio a la actual estación de Amtrak de Houston el 31 de julio de 1974. Con este traslado, el edificio se convirtió en el único espacio de oficinas para HB&T y el Ferrocarril Missouri Pacific.
El 10 de noviembre de 1977, el edificio fue agregado al Registro Nacional de Lugares Históricos por el Servicio de Parques Nacionales .
En agosto de 1995, el dueño de los Astros, Drayton McLane, quien entonces alquilaba el Astrodome al Condado de Harris, comentó al Houston Chronicle que no estaba interesado en un nuevo estadio. En referencia al Estadio Three Rivers de Pittsburgh y al Estadio Riverfront de Cincinnati, McLane señaló: «[...] Recuerdo cuando se construyeron en la década de 1970 y eran estadios de la más alta calidad. Eran los estadios más modernos del mundo, y ahora dicen que todos son malos. Que no pueden salir adelante sin un nuevo estadio. Ayuda, pero hay otros factores involucrados».
Más tarde ese mismo año, la franquicia de la NFL de Houston y copropietaria del Astrodome, los Houston Oilers, anunciaron su traslado a Nashville, Tennessee, para la construcción de un nuevo estadio para el equipo. En octubre, el vicepresidente de los Astros, Bob McClaren, alegó la falta de palcos de lujo adecuados y afirmó que las renovaciones del Astrodome ayudarían a aumentar los ingresos.  Drayton McLane señaló que las renovaciones del Astrodome eran necesarias, diciendo: «Tiene 30 años y no se ha invertido mucho dinero en remodelarlo».  Según la organización, el equipo corría el riesgo de ser vendido a un empresario de Virginia que se esperaba que trasladara a los Astros a la zona de Washington D. C. debido a la escasez de ingresos.
Kenneth Lay propuso la ubicación de la Estación Union. Tras un acuerdo entre todas las entidades directivas, se confirmó la idea de un estadio con techo retráctil para el nuevo estadio. Se programó un referéndum para que los residentes del condado de Harris aprobaran el acuerdo. El referéndum , que se llevó a cabo el 5 de noviembre de 1996, fue aprobado por un estrecho margen de 51% a 49%.  En junio de 1997, tras la promulgación de la ley que permitía crear una autoridad deportiva, el Tribunal de Comisionados del Condado de Harris y el Ayuntamiento de Houston votaron concurrentemente para establecer la Autoridad Deportiva del Condado de Harris-Houston, que entró en vigor el 1 de septiembre de 1997. El estadio recibió el nombre de "Enron Field" después de que se firmara un acuerdo de derechos de nombre por 100 millones de dólares y 30 años con Enron el 7 de abril de 1999.  Después del escándalo de Enron de 2001, los Astros y la ahora en quiebra Enron llegaron a un acuerdo para finalizar el trato y cambiar el nombre del estadio en febrero de 2002.
Los Astros de Houston y los Yanquis de Nueva York tuvieron un juego de exhibición el 30 de marzo de 2000, donde Houston ganó 6-5. Los Astros jugaron contra los Filis de Filadelfia en el primer juego de temporada regular el 7 de abril de 2000, y Filadelfia ganó 4-1. Su último juego como equipo de la Liga Nacional como local fue el 26 de septiembre de 2012 contras los Saint Louis Cardinals.
Los Astros jugaron su primer juego como equipo de la Liga Americana en casa el 31 de marzo de 2013 contra los Texas Rangers.
Minute Maid Park fue escenario del Juego de Estrellas del año 2004.
El Minute Maid Park representa una nueva era de los deportes de Ligas Mayores en la ciudad. Además de servir de anfitrión a los juegos de béisbol de los Astros, también ha sido la sede de una variedad de eventos. Posee áreas donde se pueden realizar eventos especiales entre las que se encuentran el Union Station Lobby, la azotea, el almacén, el club e incluso el propio campo de juegos.

## Campo de juegos
Tres elevaciones en el muro, varios ángulos en las esquinas y callejones de fuerza, una colina de 30 grados llamada "Tal's Hill" - como punto de referencia para el campo de centro- y un asta de bandera, crean condiciones especiales para cualquier pelota que sobrepase al outfielder.

## Sonidos
Un total de 400 bafles está disperso por las áreas de los asientos y casi 1000 se encuentran en las explanadas. Los altavoces están distribuidos por todo el estadio para que los bafles queden tan cerca de los fanáticos como sea posible.

## Tecnología
El Daikin Park es la primera instalación deportiva de su magnitud en tener marcadores especiales para las personas con impedimentos auditivos. El marcador Daktronics en blanco y negro y el Daktronics a color, proporcionan a los fanáticos una experiencia única. El marcador principal, que mide 11 por 40 metros, muestra el puntaje de cada equipo y de cada jugador en su lado izquierdo mientras que en su lado derecho muestra gráficos y animaciones, incluyendo sucesos pasados del Astrodome.

## Asientos
La capacidad total de asientos en el Daikin Park es de 40.950. El recinto cuenta con nueve áreas diferentes para sentarse: Dugout Boxes, Field Boxes, Crawford Boxes, Bullpen Boxes, Club Tier I, Club Tier II, Terrace Deck, Mezzanine y Upper Deck. Cada uno de los cuatro niveles de la instalación - Main Concourse, Club Level, Suite Level y Upper Concourse - ofrece a los fanáticos una perspectiva diferente.
Debido a las condiciones únicas de los asientos, los fanáticos quedan tan cerca de la acción como es posible en un escenario de grandes ligas. Los asientos cercanos a las líneas foul de los lados izquierdo y derecho se encuentran a sólo 1.5 metros de la línea, mientras que los espectadores que se encuentran cerca de la primera y tercera bases pueden quedar a una proximidad de 13 metros del juego.

## Amenidades especiales
Adentro del mismo estadio hay un restaurante ubicado en el campo central que ofrece a los fanáticos que deseen comer bien la opción de hacerlo en interiores o exteriores.

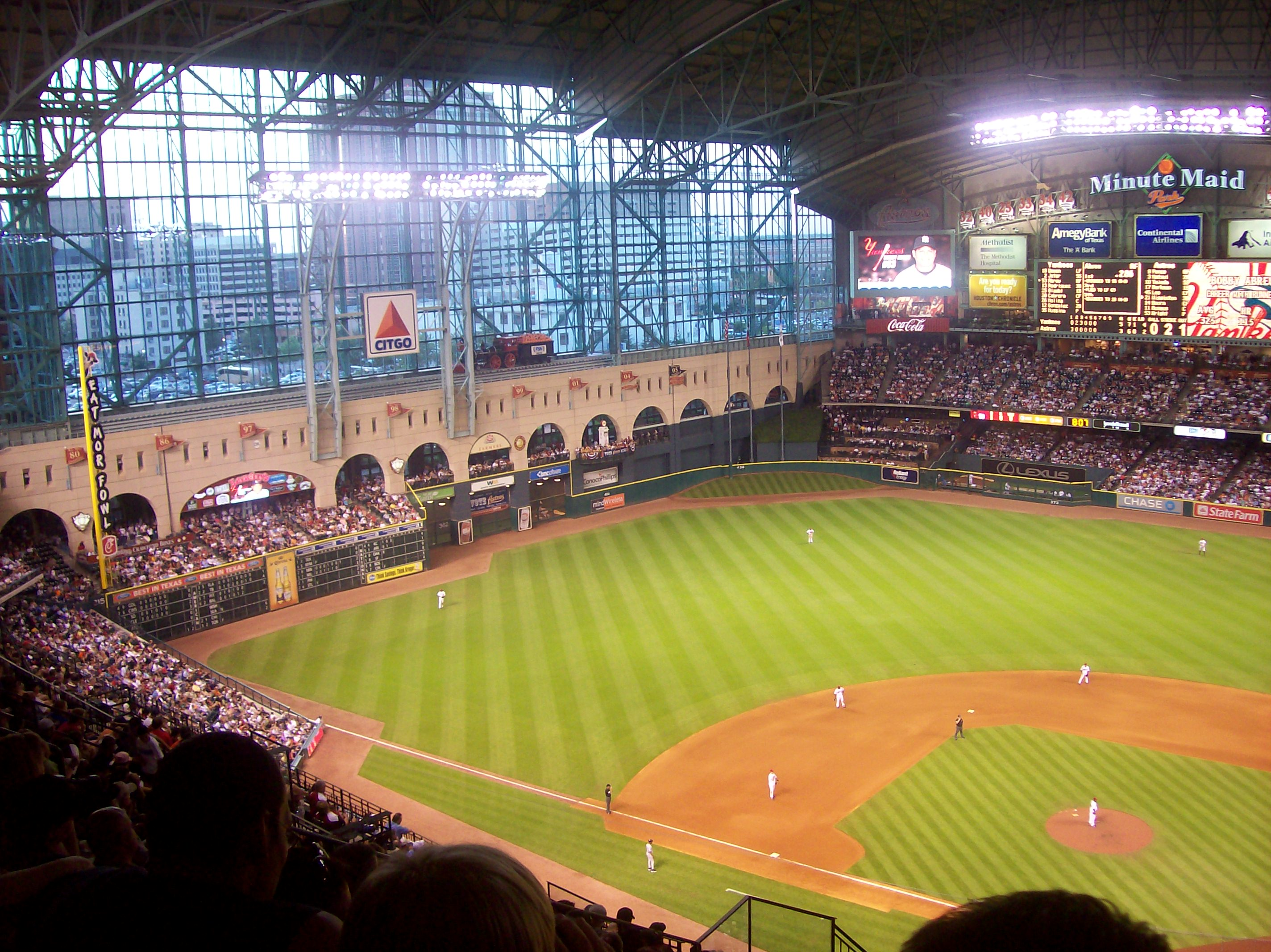
Desde el interior
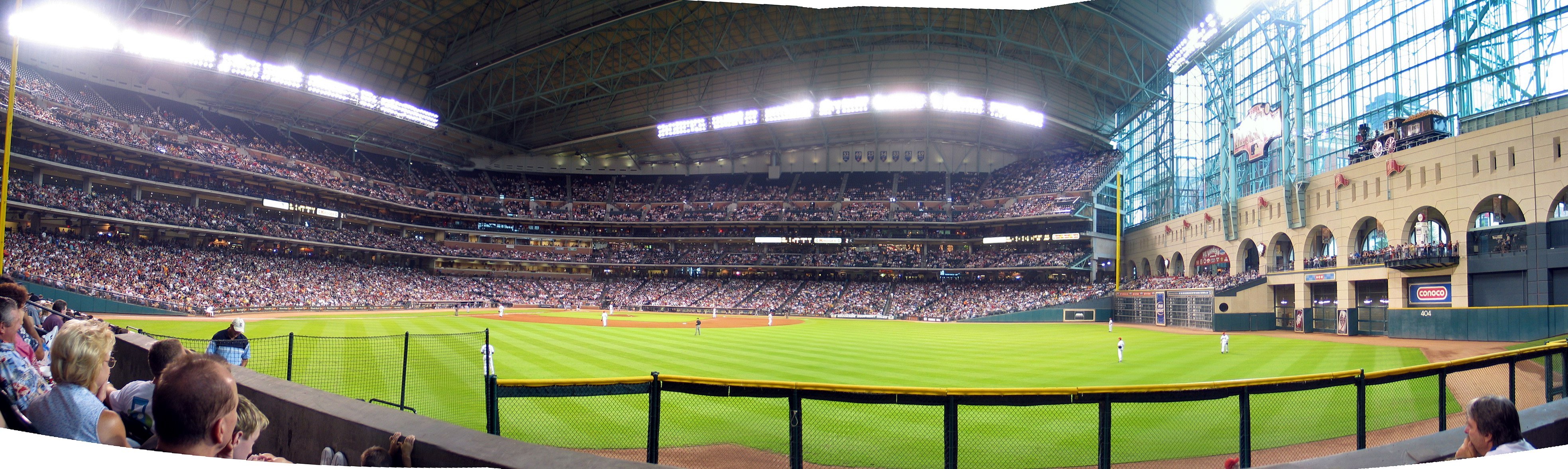
Panorámica
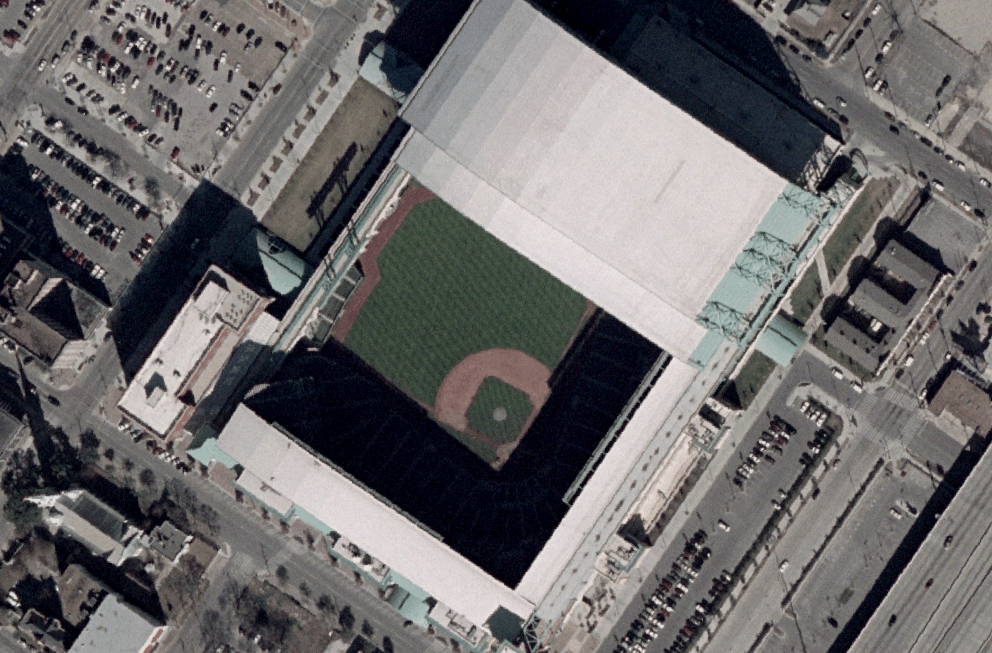
Vista satelital
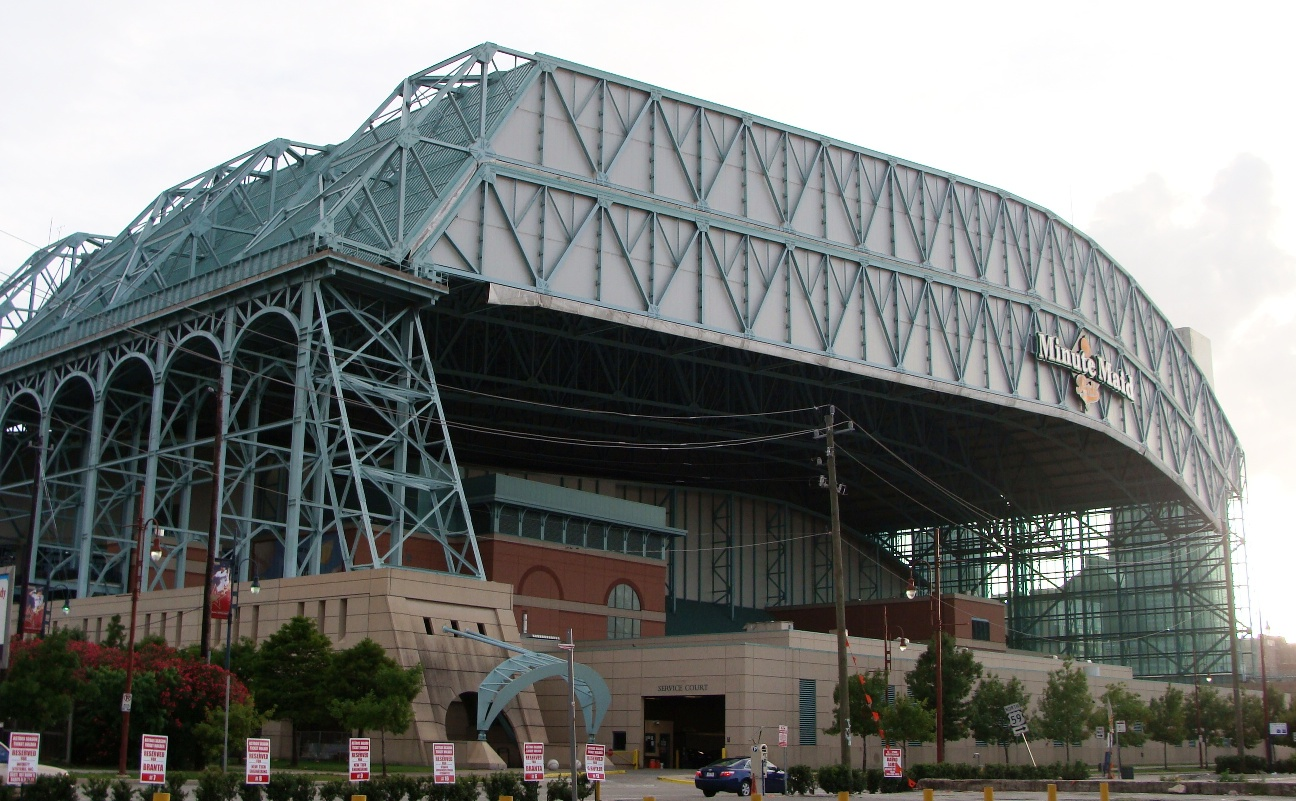
Fachada del estadio